# Porta Ovile
La Porta Ovile  est l'une des anciennes portes des remparts de la ville de Sienne qui enserrent le centre historique de la ville.